# Transnistrischer Rubel

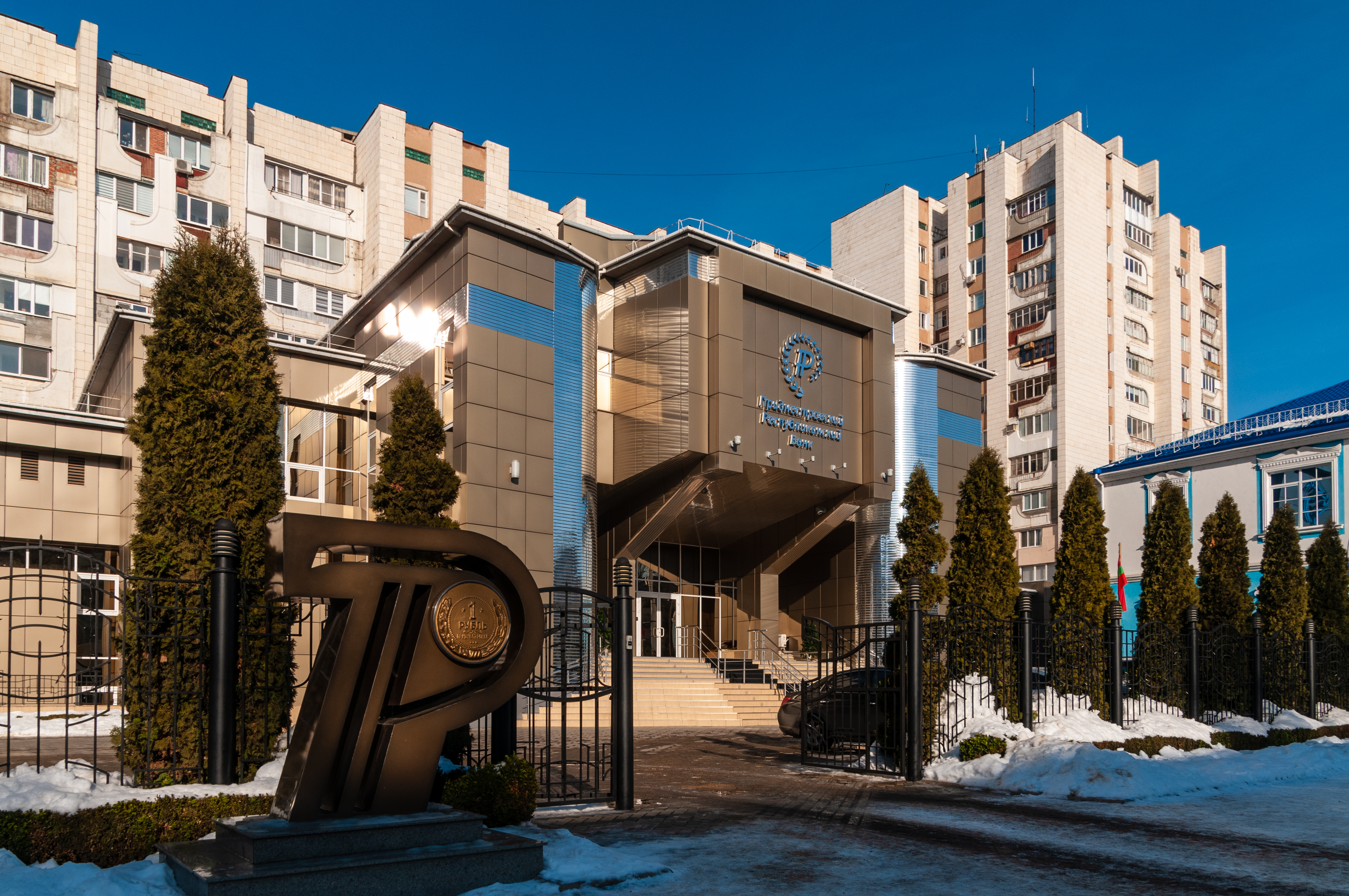
Nationalbank Prednistrowiens in Tiraspol

Der Transnistrische Rubel (russisch приднестровский рубль pridnestrowski rubl; ukrainisch придністровський рубль prydnistrowskyj rubl; moldauisch Рублэ Транснистрянэ; rumänisch rublă transnistreană) ist die Währung der international nicht anerkannten Transnistrischen Moldauischen Republik, die völkerrechtlich als Teil Moldaus gilt. 1 Rubel ist in 100 Kopeken geteilt. Der transnistrische Rubel wird außerhalb Transnistriens nicht anerkannt und hat auch in Transnistrien selbst nur eingeschränkte Konvertibilität. Die Wechselkurse werden zentral von der Transnistrischen Republikanischen Bank festgelegt, derzeit (Oktober 2023) gilt ein offizieller Kurs von 16,1 Rubel für einen US-Dollar. Der Rubel hat keinen ISO-4217-Code, in Transnistrien wird die Abkürzung „PRB“ benutzt. Die Transnistrische Republikanische Bank legte 2012 für den Transnistrischen Rubel das Währungszeichen  fest.
2013 waren Münzen zu 5, 10, 25 und 50 Kopeken sowie Banknoten zu 1, 5, 10, 25, 50, 100, 200 und 500 Rubel im Umlauf.
2014 wurden erstmals zusätzlich zu normalen Münzen und Banknoten neuartige Kunststoffmünzen zu 1, 3, 5 und 10 Rubel ausgegeben.

## Vorläufer

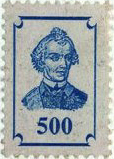
Marke der 500-Rubel-Banknote

Wie in der gesamten ehemaligen Sowjetunion wurde nach deren Auflösung 1991 auch in Transnistrien zunächst der Sowjetische Rubel weiterverwendet. Ab 1992 wurde er durch den wertgleichen Russischen Rubel ergänzt, da inflationsbedingt höhere Wertstufen nötig wurden. Als im übrigen Moldau 1992 der moldauische Cupon eingeführt wurde (im November 1993 durch den moldauischen Leu ersetzt), stand Transnistrien bereits nicht mehr unter moldauischer Kontrolle, daher konnte er dort nicht eingeführt werden. Ab Juli 1993 wurden in Transnistrien die bisher verwendeten Banknoten des sowjetischen und russischen Rubel im Wert von 10 bis 10.000 Rubeln mit Marken beklebt, die das Porträt des russischen Feldherrn Alexander Suworow zeigten.

## Banknotenserie 1994
Ab August 1994 wurde der transnistrische Rubel eingeführt. Zunächst wurden nur Banknoten ausgegeben. Die zuvor verwendeten sowjetischen und russischen Rubel mit Aufkleber wurden im Verhältnis 1000 zu 1 in transnistrische Rubel umgetauscht. Die erste Serie des Transnistrischen Rubel deckte den Bereich von 1 bis 1000 Rubel ab. Alle Banknoten wiesen zusätzlich zur Währungsbezeichnung die Inschrift „Купон“ (Kupon) auf. Die Wertstufen 1 bis 10 Rubel zeigten erneut das Porträt Suworows, die Wertstufen von 50 bis 1000 Rubel das Denkmal Suworows in Tiraspol, dessen Gründer Suworow war. Auf der Rückseite zeigen alle Banknoten das Gebäude des Obersten Sowjets Transnistriens. Ein Teil der Banknoten wies 1993 als Jahr des Drucks aus.
Aufgrund hoher Inflation wurde 1995 eine Banknote zu 5000 Rubel ergänzt, deren Gestaltung der Wertstufen von 50 bis 1000 Rubel entspricht. 1996 wurden Banknoten zu 10.000, 50.000 und 100.000 Rubel durch Aufdruck auf die Banknoten zu 1, 5 und 10 Rubel erzeugt. Hierbei entstanden teilweise verschiedene Varianten. Die 50.000-Rubel-Banknote mit Hologrammaufdruck wurde bereits 1997 wieder aus dem Verkehr gezogen.
1995 wurden Banknoten zu 1000 und 50.000 Rubel herausgegeben, bei denen die Inschrift „Kupon“ weggelassen wurde. Die 1000-Rubel-Banknote trug das Porträt Suworows, entsprach ansonsten aber der ursprünglichen Serie. Die 50.000-Rubel-Banknote dagegen wies eine neue Gestaltung auf und war auch geringfügig größer. Sie zeigte das Porträt des Kosakenführers Bohdan Chmelnyzkyjs und auf der Rückseite das Denkmal für den ukrainischen Dichter Taras Schewtschenko in Tiraspol.
| Transnistrischer Rubel 1994 „Kupon“                        | Transnistrischer Rubel 1994 „Kupon“ | Transnistrischer Rubel 1994 „Kupon“ | Transnistrischer Rubel 1994 „Kupon“     | Transnistrischer Rubel 1994 „Kupon“ | Transnistrischer Rubel 1994 „Kupon“ | Transnistrischer Rubel 1994 „Kupon“                               | Transnistrischer Rubel 1994 „Kupon“ | Transnistrischer Rubel 1994 „Kupon“ |
| Wert                                                       | Größe [mm]                          | Hauptfarbe                          | Abbildung                               | Abbildung                           | Beschreibung                        | Beschreibung                                                      | Datum                               | Datum                               |
| Wert                                                       | Größe [mm]                          | Hauptfarbe                          | Vorderseite                             | Rückseite                           | Vorderseite                         | Rückseite                                                         | Druck                               | Ausgabe                             |
| ---------------------------------------------------------- | ----------------------------------- | ----------------------------------- | --------------------------------------- | ----------------------------------- | ----------------------------------- | ----------------------------------------------------------------- | ----------------------------------- | ----------------------------------- |
| 1 Rubel                                                    | 125×57                              | grün                                |                                         |                                     | Alexander Wassiljewitsch Suworow    | Gebäude des Obersten Sowjets Transnistriens                       | 1994                                | 1994                                |
| 5 Rubel                                                    | 125×57                              | blau                                |                                         |                                     | Alexander Wassiljewitsch Suworow    | Gebäude des Obersten Sowjets Transnistriens                       | 1994                                | 1994                                |
| 10 Rubel                                                   | 125×57                              | rot                                 |                                         |                                     | Alexander Wassiljewitsch Suworow    | Gebäude des Obersten Sowjets Transnistriens                       | 1994                                | 1994                                |
| 50 Rubel                                                   | 125×57                              | hellgrün                            |                                         |                                     | Suworow-Denkmal in Tiraspol         | Gebäude des Obersten Sowjets Transnistriens                       | 1993                                | 1994                                |
| 100 Rubel                                                  | 125×57                              | braun                               |                                         |                                     | Suworow-Denkmal in Tiraspol         | Gebäude des Obersten Sowjets Transnistriens                       | 1993                                | 1994                                |
| 200 Rubel                                                  | 125×57                              | rosa                                |                                         |                                     | Suworow-Denkmal in Tiraspol         | Gebäude des Obersten Sowjets Transnistriens                       | 1993                                | 1994                                |
| 500 Rubel                                                  | 125×57                              | hellblau                            |                                         |                                     | Suworow-Denkmal in Tiraspol         | Gebäude des Obersten Sowjets Transnistriens                       | 1993                                | 1994                                |
| 1000 Rubel                                                 | 125×57                              | violett                             |                                         |                                     | Suworow-Denkmal in Tiraspol         | Gebäude des Obersten Sowjets Transnistriens                       | 1993                                | 1994                                |
| 5000 Rubel                                                 | 125×57                              | olivgrün                            |                                         |                                     | Suworow-Denkmal in Tiraspol         | Gebäude des Obersten Sowjets Transnistriens                       | 1993                                | 1995                                |
| 500.000 Rubel                                              | 125×57                              | grün/violett                        |                                         |                                     | Suworow-Denkmal in Tiraspol         | Gebäude des Obersten Sowjets Transnistriens                       | 1997                                | 1997                                |
| Transnistrischer Rubel 1994 „Kupon“ mit neuem Wertaufdruck |                                     |                                     |                                         |                                     |                                     |                                                                   |                                     |                                     |
| Wert                                                       | Größe [mm]                          | Hauptfarbe                          | Abbildung                               | Abbildung                           | Beschreibung                        | Beschreibung                                                      | Datum                               | Datum                               |
| Wert                                                       | Größe [mm]                          | Hauptfarbe                          | Vorderseite                             | Rückseite                           | Aufdruck auf                        | Bemerkung                                                         | Aufdruck                            | Ausgabe                             |
| 10.000 Rubel                                               | 125×57                              | grün                                |                                         |                                     | 1 Rubel                             | Wertangabe auf der Rückseite nicht geändert                       | 1996                                | 1996                                |
| 10.000 Rubel                                               | 125×57                              | grün                                |                                         |                                     | 1 Rubel                             | Wertangabe auf beiden Seiten überdruckt                           | 1998                                | 1998                                |
| 50.000 Rubel                                               | 125×57                              | blau                                |                                         |                                     | 5 Rubel                             | Hologrammaufdruck mit Änderung des Werts, ansonsten kein Aufdruck | 1996                                | 1996                                |
| 50.000 Rubel                                               | 125×57                              | blau                                | Wertangabe auf beiden Seiten überdruckt |                                     | 5 Rubel                             |                                                                   | 1996                                | 1996                                |
| 100.000 Rubel                                              | 125×57                              | rot                                 |                                         |                                     | 10 Rubel                            | Wertangabe auf beiden Seiten überdruckt                           | 1996                                | 1996                                |
| Transnistrischer Rubel 1994 ohne „Kupon“                   |                                     |                                     |                                         |                                     |                                     |                                                                   |                                     |                                     |
| Wert                                                       | Größe [mm]                          | Hauptfarbe                          | Abbildung                               | Abbildung                           | Beschreibung                        | Beschreibung                                                      | Datum                               | Datum                               |
| Wert                                                       | Größe [mm]                          | Hauptfarbe                          | Vorderseite                             | Rückseite                           | Vorderseite                         | Rückseite                                                         | Druck                               | Ausgabe                             |
| 1000 Rubel                                                 | 125×57                              | violett                             |                                         |                                     | Alexander Suworow                   | Gebäude des Obersten Sowjets Transnistriens                       | 1994                                | 1995                                |
| 50.000 Rubel                                               | 129×62                              | braun                               |                                         |                                     | Bohdan Chmelnyzkyj                  | Denkmal Taras Schewtschenkos in Tiraspol                          | 1995                                | 1995                                |

## Neuer Transnistrischer Rubel 2001
Am 1. Januar 2001 wurde ein neuer Transnistrischer Rubel ausgegeben, die Münzen tragen das Prägejahr 2000. Die vorherige Währung wurde im Verhältnis 1.000.000 zu 1 umgetauscht. Als untergeordnete Einheit wurde die Kopeka eingeführt, 100 Kopeken entsprechen einem Rubel. Erstmals wurden auch Münzen ausgegeben, die in den Wertstufen 1, 5, 10 und 50 Kopeken ausgegeben wurden. 2002 kam noch eine 25-Kopeken-Münze hinzu. Die Münzen zeigen auf der Vorderseite den Nominalwert im Ornament und auf der Rückseite das Wappen Transnistriens. Die 1-, 5- und 10-Kopeken-Münze wurden aus einer Aluminium-Legierung, die 25- und 50-Kopeken-Münze aus einer Kupfer-Zink-Legierung hergestellt.
Die Banknoten zeigen von 1 bis 25 Rubel weiterhin das Porträt Suworows, allerdings im Unterschied zur vorhergehenden Serie auf der Rückseite verschiedene Gebäude Transnistriens. Die höheren Wertstufen 50 und 100 Rubel zeigen Porträts von Taras Schewtschenko und Dimitrie Cantemir.
2004 wurden Banknoten zu 200 und 500 Rubel ergänzt. Sie zeigen Porträts des russischen Feldherrn Pjotr Rumjanzew-Sadunaiski und  der russischen Kaiserin Katharina II., die den Bau der Festung Bendery veranlasste. Bei ihnen wurde mit Metallstreifen ein zusätzliches Sicherheitsmerkmal eingearbeitet.
Seit 2005 werden die Münzen in Transnistrien geprägt. Die seitdem hergestellten Münzen von 5 bis 50 Kopeken tragen die Jahresangabe „2005“. Die 25- und 50-Kopeken-Münze werden seitdem in einer Kupfer-Stahl-Legierung geprägt. Von der 1-Kopeken-Münze gibt es keine Version von 2005, sie wurde im Januar 2009 aus dem Verkehr gezogen.
Am 22. Dezember 2007 wurden die Banknoten von 1 bis 100 Rubel durch eine neue Serie mit den gleichen Motiven, aber veränderter Gestaltung und Farbgebung ersetzt. Die bisherigen Banknoten dieser Werte werden nach und nach aus dem Verkehr gezogen, bleiben aber gültig. Alle Banknoten tragen jetzt Metallstreifen.
2014, zum 20. Jahrestag der Transnistrischen Republikanischen Bank, wurden neuartige Kunststoffmünzen zu 1, 3, 5 und 10 Rubel ausgegeben, die parallel zu den Banknoten von 1 bis 10 Rubel zirkulieren sollen. Die Münzen haben verschiedene Formen und Farben und Sicherheitsmerkmale wie spezielles Verhalten unter UV- und IR-Licht. Sie wurden in Russland hergestellt und sind weltweit die ersten Münzen ihrer Art. Im Alltag spielen sie eine untergeordnete Rolle, sie sind als Wechselmünzen in Gebrauch, wie auch die 10- und 25-Kopeken-Münzen aus Metall. Bezahlt wird üblicherweise mit Banknoten.

### Münzen
| Transnistrischer Rubel 2001 (Münzen) | Transnistrischer Rubel 2001 (Münzen) | Transnistrischer Rubel 2001 (Münzen) | Transnistrischer Rubel 2001 (Münzen) | Transnistrischer Rubel 2001 (Münzen) | Transnistrischer Rubel 2001 (Münzen)      | Transnistrischer Rubel 2001 (Münzen)                           | Transnistrischer Rubel 2001 (Münzen) | Transnistrischer Rubel 2001 (Münzen) |
| Wert                                 | Durchm. [mm]                         | Material                             | Abbildung                            | Abbildung                            | Beschreibung                              | Beschreibung                                                   | Datum                                | Datum                                |
| Wert                                 | Durchm. [mm]                         | Material                             | Vorderseite                          | Rückseite                            | Vorderseite                               | Rückseite                                                      | Prägung                              | Ausgabe                              |
| ------------------------------------ | ------------------------------------ | ------------------------------------ | ------------------------------------ | ------------------------------------ | ----------------------------------------- | -------------------------------------------------------------- | ------------------------------------ | ------------------------------------ |
| 1 Kopeke                             | 16                                   | Aluminium                            |                                      |                                      | Ziffer mit Ähren                          | Wappen Transnistriens                                          | 2000                                 | 2001                                 |
| 5 Kopeken                            | 18                                   | Aluminium                            |                                      |                                      | Ziffer mit Ähren                          | Wappen Transnistriens                                          | 2000                                 | 2001                                 |
| 10 Kopeken                           | 20                                   | Aluminium                            |                                      |                                      | Ziffern mit Ähren                         | Wappen Transnistriens                                          | 2000                                 | 2001                                 |
| 25 Kopeken                           | 17                                   | Kupfer/Zink (seit 2005 Kupfer/Stahl) |                                      |                                      | Ziffern mit Ornament                      | Wappen Transnistriens                                          | 2002                                 | 2002                                 |
| 50 Kopeken                           | 19                                   | Kupfer/Zink (seit 2005 Kupfer/Stahl) |                                      |                                      | Ziffern mit Ornament                      | Wappen Transnistriens                                          | 2000                                 | 2001                                 |
| 1 Rubel                              | 26                                   | Kunststoff                           |                                      |                                      | Wertangabe, Porträt Suworows              | Logo der Transnistrischen Republikanischen Bank vor Karomuster | 2014                                 | 2014                                 |
| 3 Rubel                              | 26                                   | Kunststoff                           |                                      |                                      | Wertangabe, Porträt de Wollants           | Logo der Transnistrischen Republikanischen Bank vor Karomuster | 2014                                 | 2014                                 |
| 5 Rubel                              | 28                                   | Kunststoff                           |                                      |                                      | Wertangabe, Porträt Rumjanzew-Sadunaiskis | Logo der Transnistrischen Republikanischen Bank vor Karomuster | 2014                                 | 2014                                 |
| 10 Rubel                             | 28                                   | Kunststoff                           |                                      |                                      | Wertangabe, Porträt Katharina II.         | Logo der Transnistrischen Republikanischen Bank vor Karomuster | 2014                                 | 2014                                 |

### Banknoten
| Transnistrischer Rubel 2001 (Banknoten) | Transnistrischer Rubel 2001 (Banknoten) | Transnistrischer Rubel 2001 (Banknoten) | Transnistrischer Rubel 2001 (Banknoten) | Transnistrischer Rubel 2001 (Banknoten) | Transnistrischer Rubel 2001 (Banknoten) | Transnistrischer Rubel 2001 (Banknoten)                       | Transnistrischer Rubel 2001 (Banknoten) | Transnistrischer Rubel 2001 (Banknoten) |
| Wert                                    | Größe [mm]                              | Hauptfarbe                              | Abbildung                               | Abbildung                               | Beschreibung                            | Beschreibung                                                  | Datum                                   | Datum                                   |
| Wert                                    | Größe [mm]                              | Hauptfarbe                              | Vorderseite                             | Rückseite                               | Vorderseite                             | Rückseite                                                     | Druck                                   | Ausgabe                                 |
| --------------------------------------- | --------------------------------------- | --------------------------------------- | --------------------------------------- | --------------------------------------- | --------------------------------------- | ------------------------------------------------------------- | --------------------------------------- | --------------------------------------- |
| 1 Rubel                                 | 129×56                                  | orange                                  |                                         |                                         | Alexander Suworow                       | Denkmal in Chițcani                                           | 2000                                    | 2001                                    |
| 5 Rubel                                 | 129×56                                  | dunkelblau                              |                                         |                                         | Alexander Suworow                       | Verwaltungsgebäude der Spirituosenfabrik „Kvint“ in Tiraspol  | 2000                                    | 2001                                    |
| 10 Rubel                                | 129×56                                  | braun                                   |                                         |                                         | Alexander Suworow                       | Kloster in Chițcani                                           | 2000                                    | 2001                                    |
| 25 Rubel                                | 129×56                                  | rot                                     |                                         |                                         | Alexander Suworow                       | Denkmal und Festung in Bendery                                | 2000                                    | 2001                                    |
| 50 Rubel                                | 129×60                                  | grün                                    |                                         |                                         | Taras Schewtschenko                     | Gebäude des Obersten Sowjets und der Regierung Transnistriens | 2000                                    | 2001                                    |
| 100 Rubel                               | 129×60                                  | violett                                 |                                         |                                         | Dimitrie Cantemir                       | Christi-Geburt-Kirche in Tiraspol                             | 2000                                    | 2001                                    |
| 200 Rubel                               | 135×64                                  | braun                                   |                                         |                                         | Pjotr Rumjanzew-Sadunaiski              | Schlacht bei Groß-Jägersdorf                                  | 2004                                    | 2004                                    |
| 500 Rubel                               | 140×68                                  | olivgrün                                |                                         |                                         | Katharina II.                           | Festung in Bendery mit kaiserlichem Erlass zu deren Bau       | 2004                                    | 2004                                    |
| Banknotenserie 2007                     |                                         |                                         |                                         |                                         |                                         |                                                               |                                         |                                         |
| Wert                                    | Größe [mm]                              | Hauptfarbe                              | Abbildung                               | Abbildung                               | Beschreibung                            | Beschreibung                                                  | Datum                                   | Datum                                   |
| Wert                                    | Größe [mm]                              | Hauptfarbe                              | Vorderseite                             | Rückseite                               | Vorderseite                             | Rückseite                                                     | Druck                                   | Ausgabe                                 |
| 1 Rubel                                 | 129×56                                  | hellbraun                               |                                         |                                         | Alexander Suworow                       | Denkmal in Chițcani                                           | 2007                                    | 2007                                    |
| 5 Rubel                                 | 129×56                                  | violett                                 |                                         |                                         | Alexander Suworow                       | Verwaltungsgebäude der Spirituosenfabrik „Kvint“ in Tiraspol  | 2007                                    | 2007                                    |
| 10 Rubel                                | 129×56                                  | braun/grün                              |                                         |                                         | Alexander Suworow                       | Kloster in Chițcani                                           | 2007                                    | 2007                                    |
| 25 Rubel                                | 129×56                                  | rot                                     |                                         |                                         | Alexander Suworow                       | Denkmal und Festung in Bendery                                | 2007                                    | 2007                                    |
| 50 Rubel                                | 129×60                                  | grün                                    |                                         |                                         | Taras Schewtschenko                     | Gebäude des Obersten Sowjets und der Regierung Transnistriens | 2007                                    | 2007                                    |
| 100 Rubel                               | 129×60                                  | violett/grün                            |                                         |                                         | Dimitrie Cantemir                       | Christi-Geburt-Kirche in Tiraspol                             | 2007                                    | 2007                                    |

### Sonder- und Gedenkmünzen

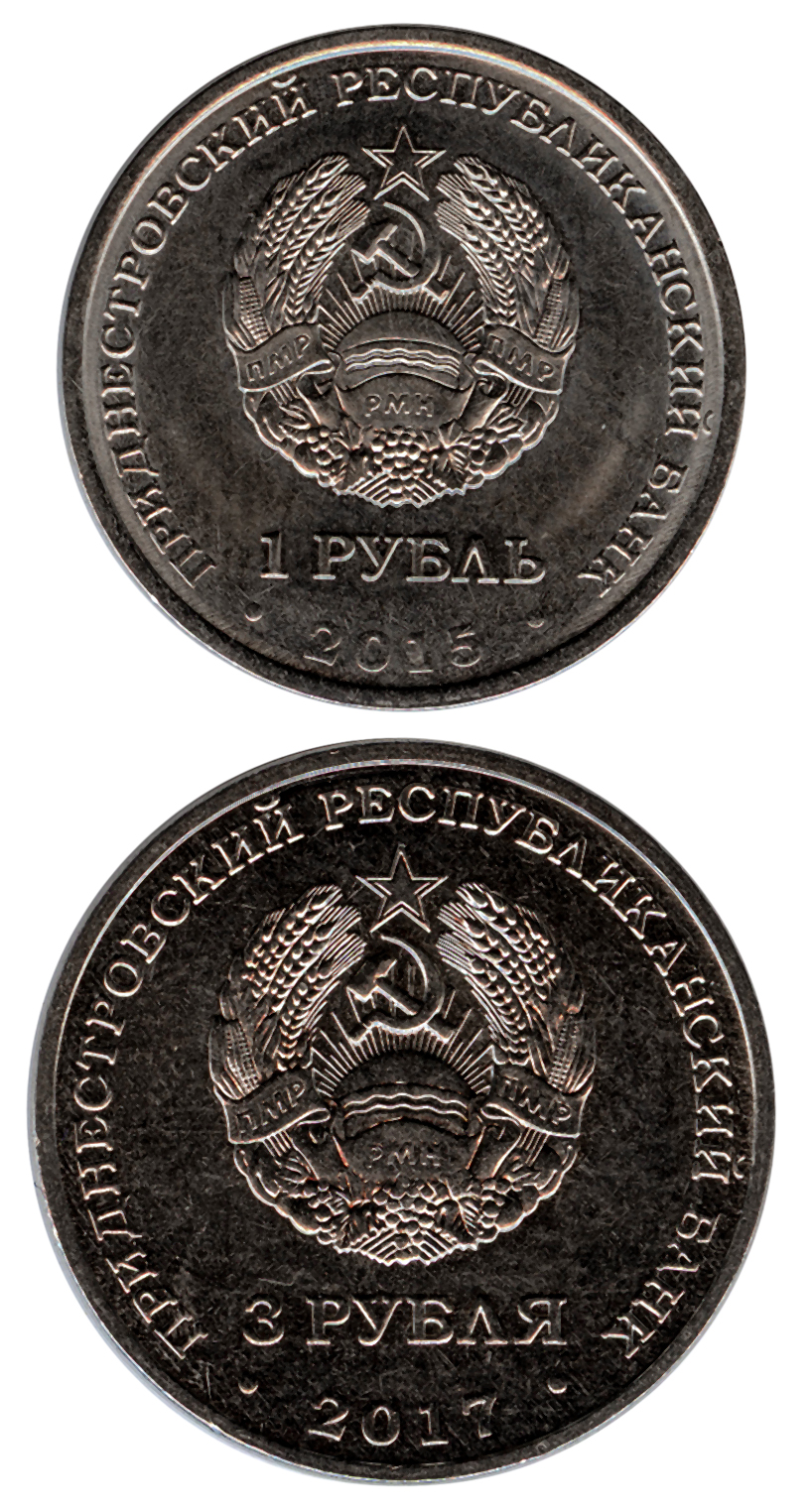
Wertseite von Sondermünzen im Wert von 1 und 3 Rubel

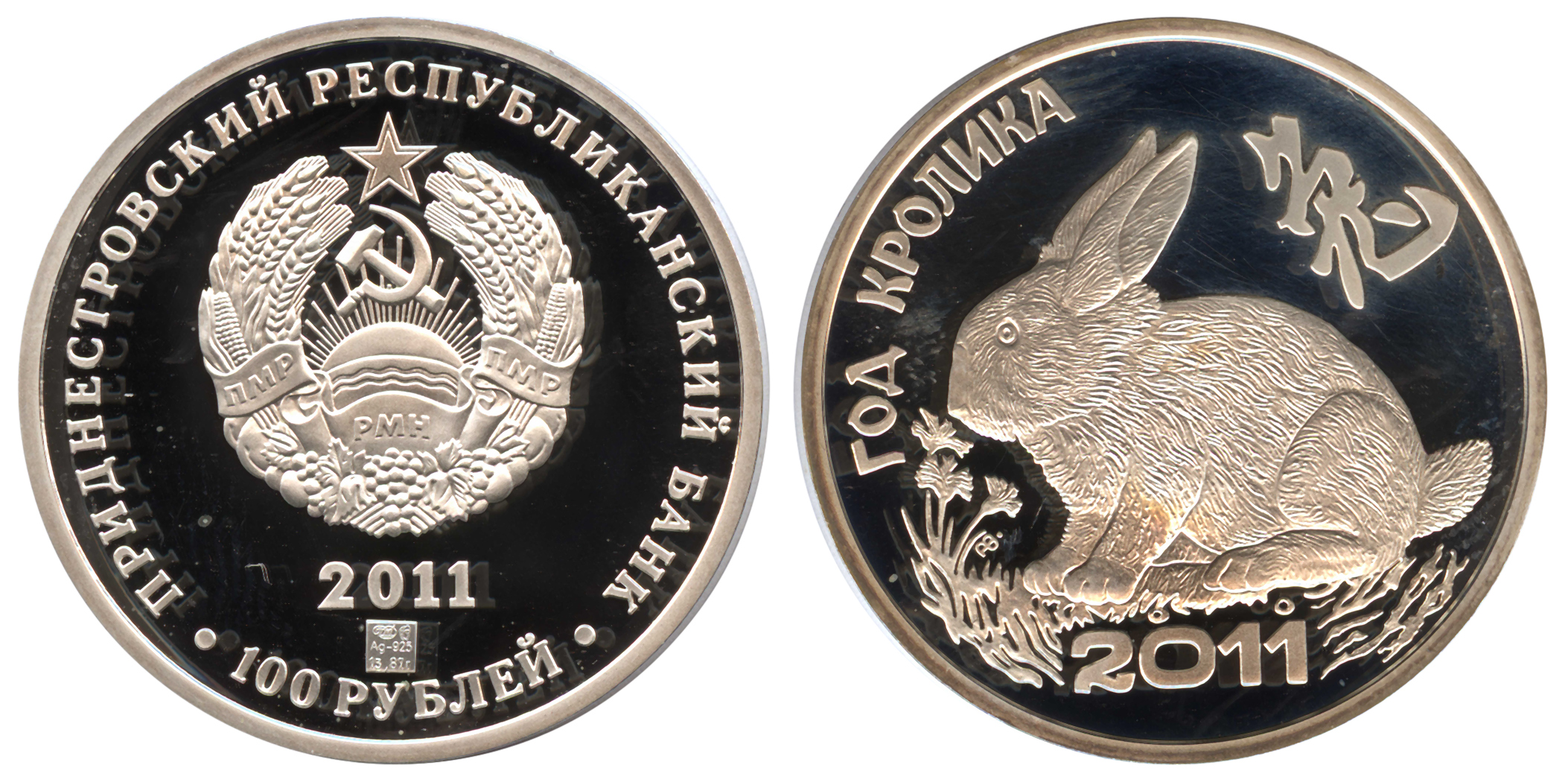
100-Rubel-Gedenkmünze „Jahr des Kaninchen 2011“ aus Silber

Die transnistrische Bank gibt regelmäßig Sondermünzen zu 1 oder 3 Rubel heraus, diese sind vernickelter Stahl. Gold- und Silbermünzen, auch kolorierte Münzen werden ebenfalls aufgelegt, wobei die Auflage extrem gering ist, meist nur wenige hundert bis tausend Exemplare. Diese Münzen sind reguläre Zahlungsmittel, sind aber im Umlauf wie in anderen Staaten nicht anzutreffen.

### Sonderbanknoten
Die transnistrische Bank gibt regelmäßig Sonderbanknoten zu 1, 5, 10 und 25 Rubel, für besondere Anlässe heraus. Auf der Vorderseite ist Alexander Suworow zu sehen. Die Rückseiten sind je nach Anlass bedruckt, wie 15 Jahre Nationale Währung (2009), 20 Jahre Nationale Währung (2014), 70 Jahre Sieg im Zweiten Weltkrieg (2015), 25 Jahre Transnistrische Republik (2015), 100 Jahre Große Sozialistische Revolution im Oktober (2017), 100 Jahre KGB und Staatssicherheitskomitee (1917–2017), 100 Jahre Polizei und Militär (1917–2017), 100 Jahre Armee (1918–2018) und 27 Jahre Transnistrische Armee (1991–2018), 100 Jahre Grenztruppen (1918–2018) und 30. Jahrestag des Rückzugs der sowjetischen Truppen aus Afghanistan (2019).

## Weitere Entwicklung
Im Februar 2012 kündigte der damalige transnistrische Präsident Jewgeni Schewtschuk an, parallel zum transnistrischen Rubel den russischen Rubel einzuführen. So soll der Zahlungsverkehr mit den Staaten der belarussisch-russisch-kasachischen Zollunion, der heutigen Eurasischen Wirtschaftsunion, erleichtert werden. Eine ähnliche Initiative des damaligen Präsidenten Igor Smirnow war 2006 gescheitert. Im Februar 2013 wurde dem Parlament ein entsprechender Gesetzesvorschlag vorgelegt.